# Vestbirk Højskole
 Der er for få eller ingen kildehenvisninger i denne artikel, hvilket er et problem. Du kan hjælpe ved at angive troværdige kilder til de påstande, som fremføres i artiklen.

Vestbirk Højskole var en folkehøjskole i landsbyen Vestbirk i Horsens Kommune 1884-2006. Efter lukningen blev dens bygninger overtaget af Vestbirk Musik- & Sportsefterskole.[kilde mangler]

## Historie
Højskolen blev stiftet af egnens beboere som aktieselskab i 1884.[kilde mangler]
Grundplanen til hovedbygningen var oprindeligt udformet som en Thorshammer efter ønske fra læreren Grønvald Nielsen. Han følte det var vigtigt, at arkitekturen afspejlede danskernes stærke tilknytning til "den nordiske ånd". Gennem tiden er der blevet foretaget adskillige ombygninger og tilbygninger, bl.a. af den lokale arkitekt Anton Hansen, der havde været involveret fra begyndelsen.[kilde mangler]
Højskolen opnåede stærk fremgang efter at Grønvald Nielsen i 1886 havde overtaget ledelsen, og i starten af 1900-tallet var den blandt de tre største i landet. Grønvald Nielsen udvidede skolen med en håndværkerafdeling. Sammen med kollegaen H. Nutzhorn fra Askov Højskole samlede han de forskellige højskolers mange sangskrifter til værket Folkehøjskolens Sangbog.[kilde mangler]

### Musikhøjskole
Højskolen blev i 1949 Danmarks første højskole med musik på skemaet. Den har haft linjefag i mange genrer såsom rock, jazz, soul/funk, elektronisk musik, sangskrivning, verdensmusik, klassisk musiks historie og folkemusik.[kilde mangler]
Pga. økonomiske problemer lukkede højskolen 29. september 2006 efter 122 år. Ved lukningen havde den 35 tilmeldte elever. De valgte at fortsætte deres højskoleophold på Ry Højskole, hvor en del af lærerstaben fra Vestbirk Højskole blev ansat. Vestbirk Musik- & Sportsefterskole købte i 2007 højskolens bygninger for 25 millioner DKK, så faciliteterne anvendes fortsat til undervisning og beboelse for eleverne.[kilde mangler]

## Grønvald Nielsens mindesten
Foran højskolens bygninger ud mod Vestbirkvej står en mindesten, bestående af en natursten og et bronzeportrætrelief af Grønvald Nielsen.
Kunstneren Hansen Jacobsen har gengivet Grønvald Nielsen i halvfigur, stående med den ene arm hvilende på talerstolen. Hans ansigt er mildt og smilende. Mindestenen blev afsløret i 1932 og kostede 2.500 DKK. Inskriptionen lyder:[kilde mangler]
GRØNVALD NIELSEN
1857	1931
FOLKEHØJSKOLENS YDMYGE TJENER
OG ILDFULDE TALSMAND
DET LIFLIGSTE SOLSKIN
FRA VUGGEN TIL BAAREN
ER SMIL GJENNEM TAAREN

## Forstandere/forstanderpar
- 1884-86: Laurids Johnsen Vesterdal
- 1886-1920: Niels Peter Grønvald Nielsen – var lærer fra skolens start og fortsatte som lærer til sin død i 1931
- 1920-34: Kristen Nørgaard og Via Nørgaard
- 1934-48: Frode Aagaard og Marie Schøler Aagaard
- 1948-49: Erik Dahlerup Pedersen og Elin Appel
- 1949-63: Siliam Bjerre og Ingeborg Bjerre
- 1963-73: Keld Friis og Ella Friis
- 1973-2003: Jens Grøn[1] og Annelise Grøn, ansat som lærere hhv. 1969 og 1971
- 1992-93 (konstitueret): Torben Rasmussen
- 2003-05: Ole Kobbelgaard
- 2005-06: Lene Rikke Bresson

## Kendte elever
- Thomas Buttenschøn
- Johannes Christian Johansen
- Villy Søvndal
- Annika Aakjær
- Per Fly